# Pauesia unilachni
Pauesia unilachni är en stekelart som först beskrevs av Charles Joseph Gahan 1926.  Pauesia unilachni ingår i släktet Pauesia och familjen bracksteklar. Arten är reproducerande i Sverige. Inga underarter finns listade i Catalogue of Life.